# はじけて!ザック
『はじけて!ザック』は、コミックボンボンで1984年8月号から1986年10月号まで連載されていた、井上大助の漫画。

## 概要
児童向けの講談社刊「月刊ボンボン」で連載されていた格闘漫画。ボクシング編終了後に登場する「白川ユダ」の登場以後、ボンボンの中でも異色の作品となっていく。当初は学園コメディ物だったが、格闘バトル漫画→残酷アクション漫画→SFホラーアクション漫画へと変化していった。
なお、当の講談社から単行本が出される事はなく、日本文華社から青年向けコミックとして「迷宮神話　はじけて！ザック」と題を変えた単行本が発売されている（、現在絶版）は電子書籍として発売。その単行本版では冒頭からモンスターや白川一味が登場するなど連載時の唐突な展開が修正され、衝撃性は薄れている。また復刊ドットコムから全3巻で刊行されている。

## 登場人物
ザック / 地蔵河原 朔左衛門（じぞうがわら さくざえもん）
本作の主人公。ブラジル生まれの日系人。祖父の遺言で日本に花嫁探しに来た野生児。
ペム　
ザックが飼っている亀のペット。白河ユダに惨殺された…。かに見えたが実は生きており、再登場後はザックとはテレパシーで交信出来る様になった。それにても、完全に死んだ筈なのに再登場とは唐突過ぎたと言う読者の指摘もあった。
氷石リョウ
ザックの最初のライバルで、ボクシング部所属でエース。一度はザックを破るも、再戦で逆転負けを喫し、以後マブダチになる。
白川ユダ
主人公ザックが住む街の市長の息子。父親の権力を後ろだてに放火・殺人・使用人の耳を引きちぎり捕食しようとするなど、好き放題している極悪人。また、どんな傷口や体外骨折、内臓破裂といった重傷でもビクともしないという不死身の身体を持っている。
ちなみに初登場時は己の異常性を見せつけるため、窓ガラスを素手で割り、窓枠に残った鋭利な破片で自らの腕につけた傷口をホッチキスで縫合する過激なパフォーマンスを見せつけた。後半のモンスターが出てくるような飛躍した展開とは違い微妙なバランスでリアリティを保っており、この白川ユダ編は本編中もっともテンションが高く残虐性に満ちている。
悪魔帝王ドゲス
白河ユダ編で初めて存在が示され、最終章に名前のみ登場する。白河家はその庇護を受けていたが見限られ、白河家とその一派は自ら死を選ぶ。最終章でその正体は人間の悪の思念の集合体とされた。
「迷宮神話」冒頭の「判らないか、奴が来る、ザックが来る」と言ったのはドゲス本人では無いかと言われている。
キル将軍
最終章に登場するドゲス帝国の将軍。性格は冷酷非常で、初登場では失敗続きのガイエ軍曹を粛清した。ザック抹殺の為に様々な策を張るが悉く失敗。
遂には自ら出陣し、白河ユダ達のゾンビを使い、ザックを取り込み、大悪魔ザックの誕生に成功する。しかし、心を開いたザックは善の人類戦士に覚醒した為、ザックの手で引導を渡される事となる。
ゴルガ
ドゲス帝国最強の超A級戦士。不定形生命体で、打撃を与えても虫の様に細かく緩和する為、ザックも苦戦を強いられた。